# قصيدة بلقيس
قصيدة بلقيس، مجموعة شعرية من مؤلفات الشاعر العربي السوري نزار قباني، صدرت في عام 1982، عن منشورات نزار قباني في بيروت، لبنان.